# 그레트나

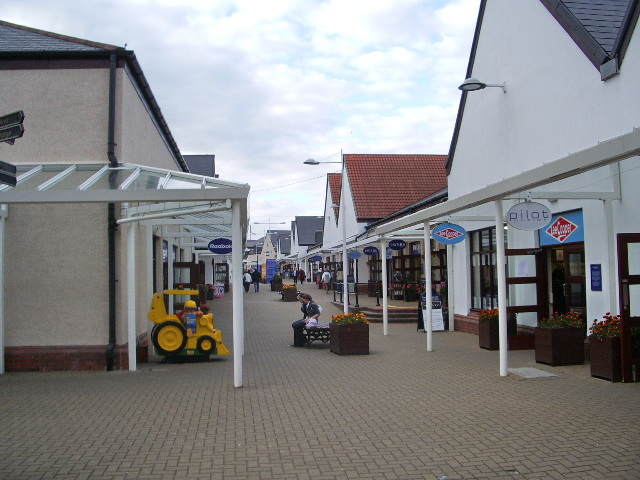

그레트나(영어: Gretna, 스코틀랜드 게일어: Greatna)는 스코틀랜드 덤프리스 갤러웨이에 위치한 도시로 인구는 2,705명(2001년 기준)이다. 잉글랜드-스코틀랜드 경계 지점과 가까운 편이다. 도시의 주요 산업은 혼인(결혼) 관련 산업이다.